# Hemieuxoa lithoplana
Hemieuxoa lithoplana là một loài bướm đêm trong họ Noctuidae.